# Lijst van voetbalinterlands Servië - Slovenië
Deze lijst van voetbalinterlands is een overzicht van alle officiële voetbalwedstrijden tussen de nationale teams van Servië en Slovenië. De voormalige Joegoslavische deelrepublieken speelden tot op heden viejf keer tegen elkaar. De eerste ontmoeting, een kwalificatiewedstrijd voor het Europees kampioenschap voetbal 2012, werd gespeeld in Belgrado op 7 september 2010. Het laatste duel, een groepswedstrijd tijdens het Europees kampioenschap voetbal 2024, vond plaats op 20 juni 2024 in München (Duitsland).

## Wedstrijden
| № | Plaats    | Datum            | Competitie                  | Wedstrijd         | Uitslag |
| - | --------- | ---------------- | --------------------------- | ----------------- | ------- |
| 1 | Belgrado  | 7 september 2010 | EK 2012 kwalificatie        | Servië – Slovenië | 1 – 1   |
| 2 | Maribor   | 11 oktober 2011  | EK 2012 kwalificatie        | Slovenië – Servië | 1 – 0   |
| 3 | Belgrado  | 5 juni 2022      | UEFA Nations League 2022/23 | Servië – Slovenië | 4 – 1   |
| 4 | Ljubljana | 12 juni 2022     | UEFA Nations League 2022/23 | Slovenië − Servië | 2 − 2   |
| 5 | München   | 20 juni 2024     | EK 2024                     | Slovenië − Servië | 1 − 1   |

## Samenvatting
| Competitie          | Totaal gespeeld | Winst Servië | Gelijk | Winst Slovenië | Doelsaldo Servië – Slovenië |
| ------------------- | --------------- | ------------ | ------ | -------------- | --------------------------- |
| EK-eindronde        | 1               | 0            | 1      | 0              | 1 − 1                       |
| EK-kwalificatie     | 2               | 0            | 1      | 1              | 1 − 2                       |
| UEFA Nations League | 2               | 1            | 1      | 0              | 6 − 3                       |
| Totaal              | 5               | 1            | 3      | 1              | 8 − 6                       |

## Details

### Eerste ontmoeting
| EK 2012 kwalificatie (Belgrado, Servië, 7 september 2010): |              | |
| Servië | 1 – 1        | Slovenië |
| Nikola Žigić 86' | goals        | 63' Milivoje Novakovič |
| Radomir Antić | bondscoach   | Matjaž Kek |
| Anđelko Đuričić Antonio Rukavina Aleksandar Luković Nemanja Vidić Neven Subotić Zdravko Kuzmanović Dejan Stanković 71' Zoran Tošić 46' Milan Jovanović 64' Danko Lazović Nikola Žigić | opstellingen | Samir Handanović Mišo Brečko Boštjan Cesar Robert Koren 78' Valter Birsa Milivoje Novakovič Bojan Jokić 77' Zlatko Dedič 89' Andraž Kirm Aleksandar Radosavljevič Matej Mavrič |
| Miloš Krasić 46' Miloš Ninković 64' Gojko Kačar 71' | wissels      | 77' Zlatan Ljubijankič 78' Josip Iličić 89' Dalibor Stevanovič |
| Dejan Stanković 14' Milan Jovanović 37' Nikola Žigić 42' Aleksandar Luković 58' Nemanja Vidić 88' Zdravko Kuzmanović 89'                                                              | gele kaarten | 14' Aleksandar Radosavljevič 16' Samir Handanović 32' Andraž Kirm 89' Matej Mavrič                                                                                             |

### Tweede ontmoeting
| EK 2012 kwalificatie (Maribor, Slovenië, 11 oktober 2011): |              | |
| Slovenië | 1 – 0        | Servië |
| Dare Vršič 45' | goals        | |
| Matjaž Kek | bondscoach   | Vladimir Petrović |
| Samir Handanović Mišo Brečko 65' Marko Šuler Boštjan Cesar Zlatan Ljubijankič Bojan Jokić Andraž Kirm Aleksandar Radosavljevič Armin Bačinović 69' Dare Vršič 76' Tim Matavž | opstellingen | Bojan Jorgačević Nemanja Vidić Branislav Ivanović Zoran Tošić Dejan Stanković Aleksandar Kolarov 57' Milan Jovanović 51' Raća Petrović 72' Miloš Ninković Neven Subotić Dragan Mrdja |
| Branko Ilič 65' Rene Krhin 69' Valter Birsa 76' | wissels      | 51' Marko Pantelić 57' Miloš Krasić 72' Nenad Milijaš |
| Tim Matavž 22' Armin Bačinović 50' Marko Šuler 64' | gele kaarten | 39' Milan Jovanović |